# ونگن
ونگن (به انگلیسی: Vangaon) یک زیستگاه انسانی در هند است که در مهاراشترا واقع شده‌است.